# Martinj Vrh
Martinj Vrh este o localitate din comuna Železniki, Slovenia, cu o populație de 232 de locuitori.